# Ermita de la Santa Creu (Alacant)
L'ermita de la Santa Creu és un temple de la ciutat d'Alacant. S'ubica al barri de la Santa Creu, a les faldes del Benacantil i pròxim al castell de Santa Bàrbara. Dona nom al barri.
Es va construir al segle xviii sobre la torre de l'Ampolla, una de les escasses restes de l'antiga murada medieval de la ciutat. Possiblement en aquest mateix indret es va alçar una mesquita durant la segona meitat del segle xiii. L'any 1830 es va reconstruir.
L'ermitori és un edifici d'una sola nau, de dimensions reduïdes, amb l'accés a un lateral. La coberta compta amb una volta de generatriu carpanell. La decoració exterior és d'estil popular, amb una façana emblanquinada rematada per la balustrada, l'espadanya i els arquets que formen una xicoteta galeria.
Des d'aquest ermitori parteix la processó de la Santa Creu de Dimecres Sant, un dels actes més emblemàtics de la Setmana Santa d'Alacant.